# Nel Simon

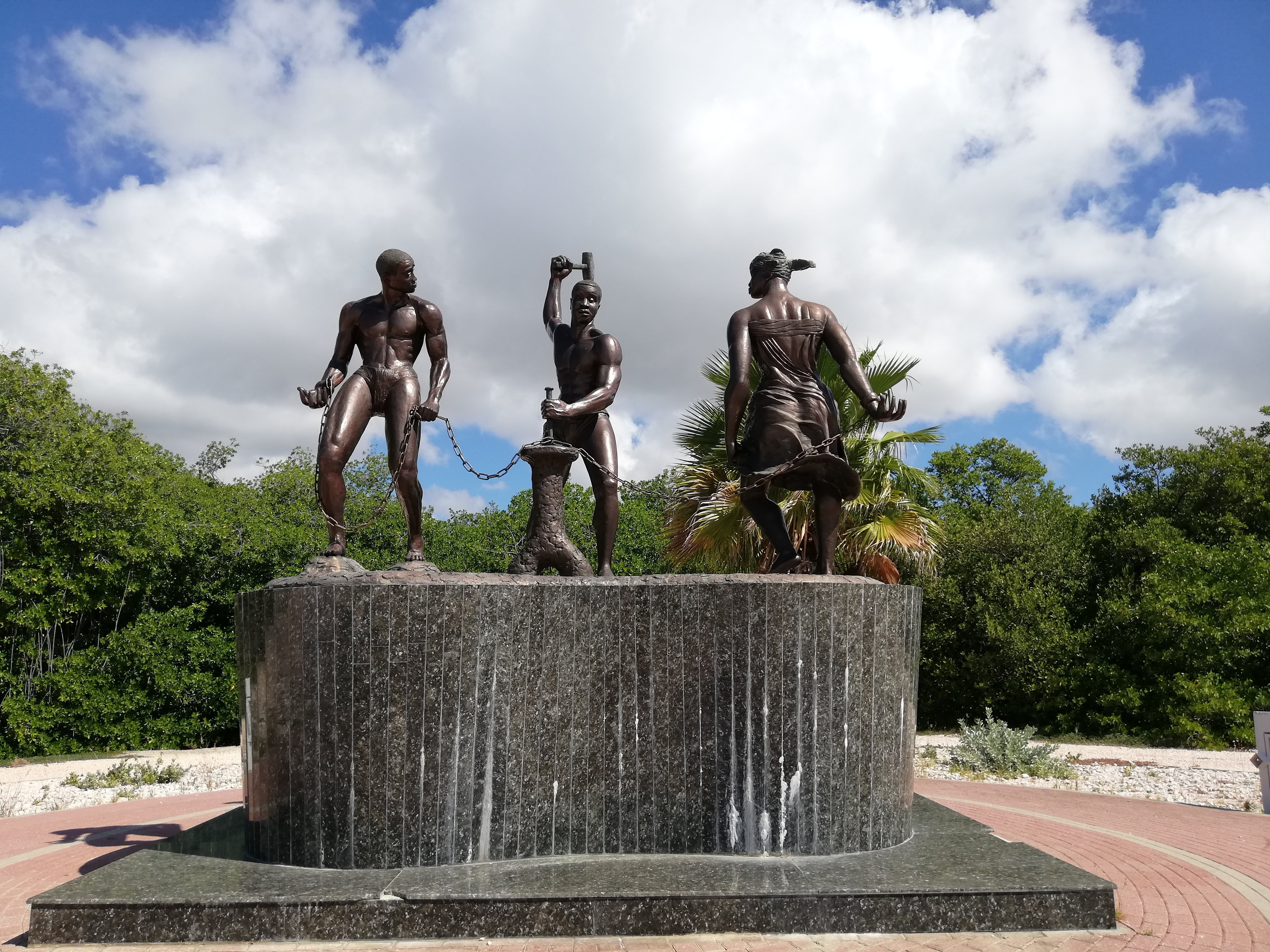
Nationaal monument Desenkadená, Parke di Lucha pa Libertat in Willemstad.

Narcisio (Nel) Simon (Willemstad, 12 oktober 1938 – Amsterdam, 12 januari 2022) was een Nederlands beeldend kunstenaar.

## Jeugd en opleiding
Simon studeerde op Curaçao aan de Ceramic Studio Suffisant en aan de Universiteit van Burlington in Vermont, Verenigde Staten. Hij was getrouwd met kunstenares Norva Sling. In 1993 ontwierpen zij samen een beeldengroep voor het eiland.
In 1991 kreeg hij, tezamen met zijn vrouw, de Cola Debrotprijs uitgereikt.

## Desenkadená
Simon maakte het monument Desenkadená (Ontketend) in de periode 1995/1997. Het monument werd onthuld op het Rif op Curaçao in 1998. Het monument herdenkt de slavenopstand van 17 augustus 1795. Bij de beeldengroep wordt tijdens de Ruta Tula elk jaar stil gestaan bij de strijd voor de vrijheid van de tot slaaf gemaakten op Curaçao.